# 奥伊什-达里贝拉
奥伊什-达里贝拉是葡萄牙阿威罗区的一个堂区。总面积3.69平方公里，总人口722人，人口密度195.7人/平方公里。